# Icones Euphorbiarum ou figures de cent vingt-deux especes du genre Euphorbia
Icones Euphorbiarum ou figures de cent vingt-deux especes du genre Euphorbia (abreviado Icon. Euphorb.) es un libro con ilustraciones y descripciones botánicas que fue escrito por el botánico, matemático, y explorador suizo Pierre Edmond Boissier y publicado en el año 1866.